# Izabela Klara Eugenia Habsburg
Izabela Klara Eugenia Habsburg (ur. 12 sierpnia 1566 w Segowii, zm. 1 grudnia 1633 w Brukseli) – infantka hiszpańska i portugalska, arcyksiężna austriacka, namiestniczka i współwładczyni Niderlandów Hiszpańskich, najstarsza córka króla Hiszpanii i Portugalii Filipa II Habsburga i jego trzeciej żony, Elżbiety Walezjuszki, córki króla Francji Henryka II.

## U boku ojca

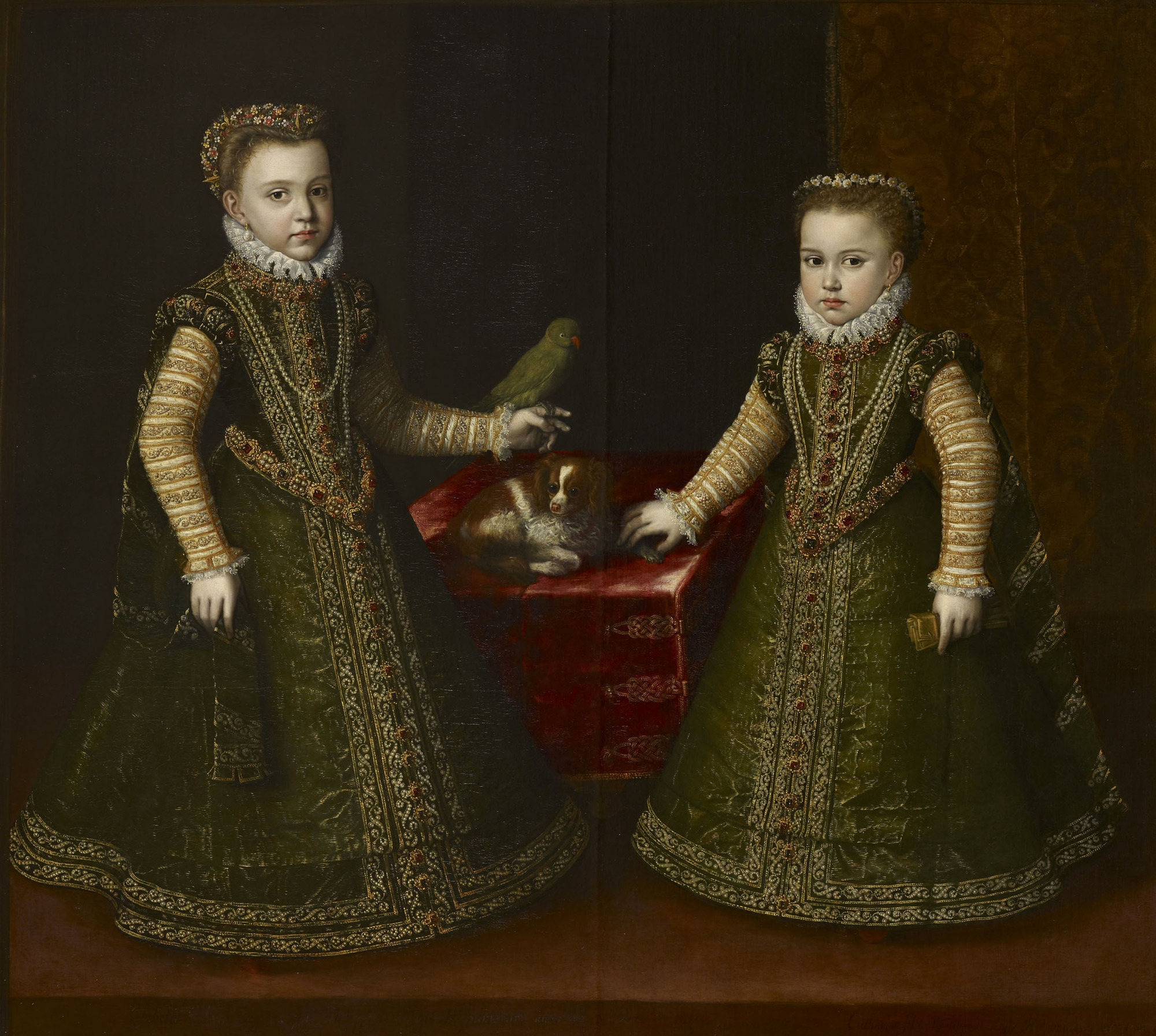
Izabela i jej młodsza siostra Katarzyna

Narodziny Izabeli wywołały wielkie zadowolenie u króla Filipa, który stwierdził, że nie cieszyłby się bardziej z narodzin syna. Filip miał już wówczas syna i następcę, Don Karola, który jednak ciężko chory na umyśle zakończył swe życie w 1568 r. odseparowany od świata na rozkaz ojca. Matka Izabeli, królowa Elżbieta (początkowo zresztą zaręczona z Don Karolem), cieszyła się miłością swojego męża, który nie odstępował jej na krok, towarzysząc jej nawet wtedy, gdy zachorowała na ospę. Elżbieta była pierwszy raz w ciąży w 1564 r., ale poroniła. Izabela miała młodszą siostrę, urodzoną w 1567 r. Katarzynę Michalinę. Elżbieta zaszła w ciążę po raz czwarty, ale poroniła i zmarła w połogu razem ze swoim synem.
Izabela i Katarzyna dorastały pod opieką ojca i macochy, Anny Habsburżanki, która w końcu dała Filipowi oczekiwanego syna i dziedzica, późniejszego Filipa III. Filip II znany był ze swojej skrytości i chłodnego usposobienia. Swoje dwie córki obdarzał jednak wielkim uczuciem, często pisując do nich listy, które podpisywał: Wasz dobry ojciec. Izabela była również jedyną osobą, której Filip pozwalał pomagać sobie w pracy. Infantka sortowała dokumenty i tłumaczyła na język hiszpański pisma z włoskich posiadłości Korony hiszpańskiej. Opiekowała się również ojcem przez 3 ostatnie lata jego życia, które król spędził przykuty do łóżka cierpiąc na puchlinę wodną, podagrę oraz liczne inne choroby. Stary król zmarł 13 września 1598 r.

## Małżeństwo

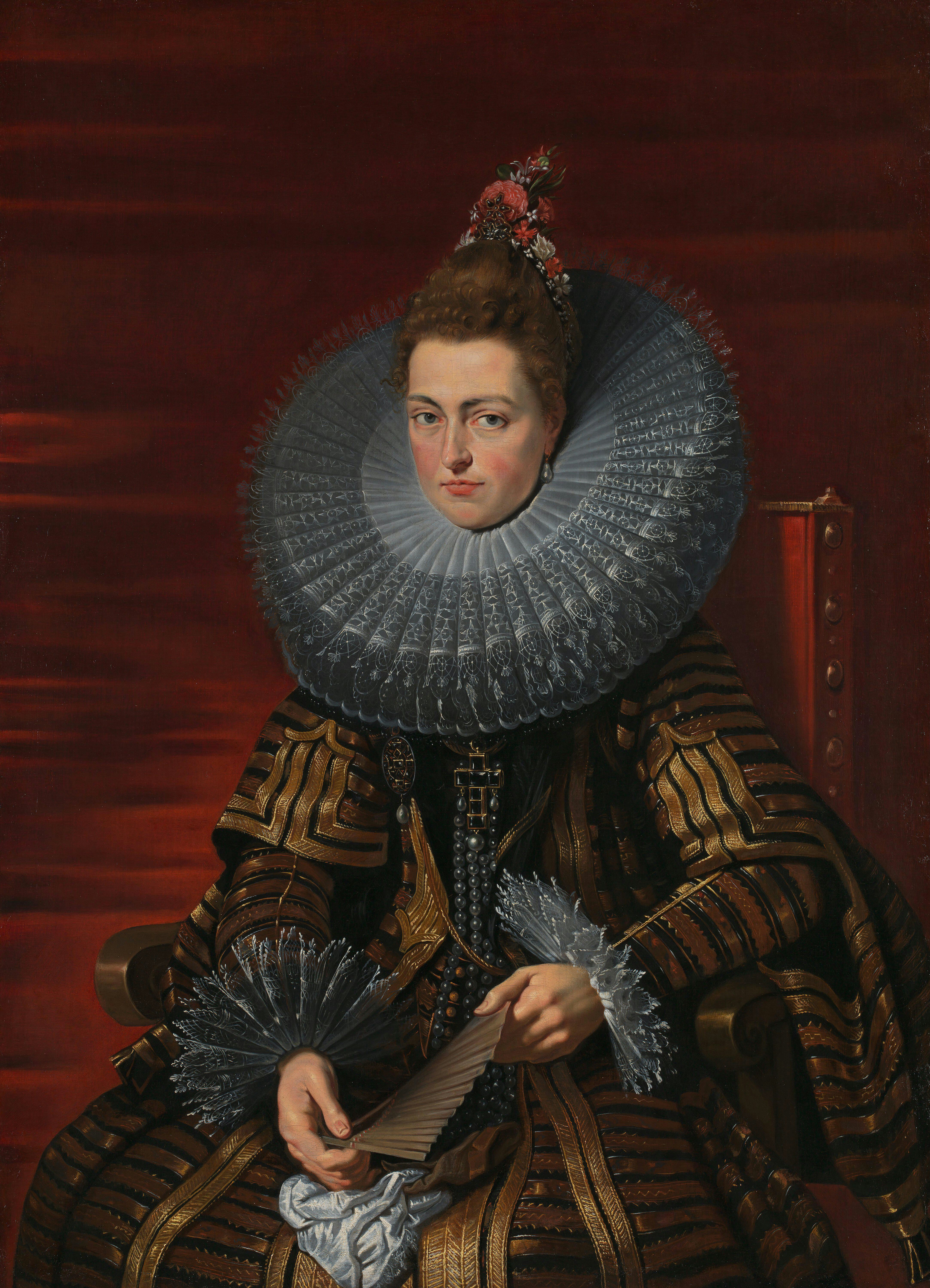
Portret Izabeli pędzla Petera Paula Rubensa

W 1568 2-letnia Izabela została obiecana swojemu kuzynowi, arcyksięciu Rudolfowi, późniejszemu cesarzowi Rudolfowi II. Do małżeństwa jednak nie doszło, gdyż po 20 latach oczekiwania cesarz ogłosił, że nie zamierza się z nikim żenić.
Kiedy w 1589 r. został zamordowany wuj Izabeli, król Francji Henryk III Walezy, Filip ogłosił swoją córkę dziedziczką korony francuskiej. Mimo iż już od ponad 200 lat sukcesja tronu we Francji odbywała się według reguł prawa salickiego, które wykluczało kobiety z linii sukcesji, Izabela zyskała pewne poparcie we Francji. Parlament paryski określił ją mianem prawowitej władczyni. Dzięki pomocy księcia de Mercoeur udało się Hiszpanom uchwycić w 1590 r. przyczółki w Bretanii. Jednak król z mocy prawa salickiego, Henryk IV Burbon, zdołał obronić swoje prawa do tronu i koronować się w 1594 r. W 1598 r. został uznany przez Filipa II.
Izabela wyszła za mąż dopiero w wieku 31 lat. 18 kwietnia 1599 r. w Walencji poślubiła swojego kuzyna, arcyksięcia Albrechta VII Habsburga (15 listopada 1559 – 13 lipca 1621), młodszego brata Rudolfa II, syna cesarza Maksymiliana II i Marii, córki cesarza Karola V, dziadka Izabeli. Albrecht i Izabela mieli razem dwóch synów i córkę:
- Filip (ur. 21 października 1605), zmarł w niemowlęctwie
- Albrecht (ur. 27 stycznia 1607), zmarł w niemowlęctwie
- Anna Mauritia, zmarła w niemowlęctwie

Albrecht był od 1596 r. namiestnikiem Niderlandów, wcześniej był wicekrólem Portugalii i arcybiskupem Toledo. Przed ślubem został zwolniony ze ślubów kościelnych przez papieża Klemensa VIII. Tuż przed śmiercią Filip II przekazał prawa do Niderlandów swojej córce i jej mężowi.

## W Hiszpańskich Niderlandach

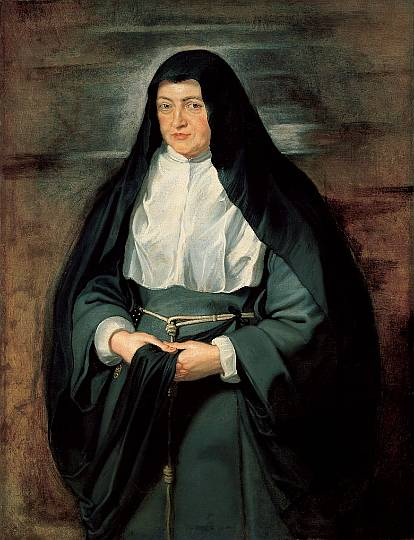
Izabela w habicie zakonnym, obraz Rubensa z 1625

W 1601 r. para arcyksiążęca zamieszkała w Niderlandach Hiszpańskich, wspólnie sprawując tam rządy namiestnicze. Po śmierci Albrechta w 1621 r. Izabela pozostała namiestniczką w imieniu swojego bratanka króla Filipa IV. Wstąpiła również do klasztoru klarysek (Descalzas Reales) w Madrycie. Okres rządów Albrechta i Izabeli uznawany jest za złotą erę hiszpańskich Niderlandów, okresem pokoju po 40 latach wojny i rozwoju gospodarczego.
Dużą zasługą arcyksięstwa było przywrócenie autorytetu Korony w podległych sobie prowincjach. Rządy Albrechta i Izabeli przyczyniły się do wykształcenia odrębnej tożsamości narodowej mieszkańców Niderlandów Hiszpańskich oraz do wykorzenienia antyhiszpańskich nastrojów, co mocniej związało te ziemie z hiszpańską metropolią. Małżonkowie przyczynili się również do ostatecznego tryumfu katolicyzmu w południowych Niderlandach. Pod ich mecenatem wybudowano wiele barokowych kościołów, co dało impuls do wspaniałego rozwoju flamandzkiej sztuki doby baroku.
Pod patronatem Albrechta i Izabeli tworzyli tacy artyści jak Peter Paul Rubens (od 1609 r. nadworny malarz pary arcyksiążęcej), Pieter Brueghel (młodszy) i wielu innych. Arcyksiążęcy dwór w Brukseli stał się jednym z największych centrów kulturalnych Europy. Był równocześnie swoistym tyglem narodowościowym. Znajdowali się tam hiszpańscy zakonnicy, belgijscy szlachcice, niemieccy najemnicy, włoscy doradcy, burgundzcy urzędnicy czy angielscy muzycy. Brukselski dwór po pokoju londyńskim z 1604 r. stał również ważnym centrum dyplomatycznym. Przez miasto przechodziła korespondencja między dworami w Londynie, Madrycie, Hadze, Wiedniu, Paryżu, Grazu, Innsbrucku, Lizbonie i Pradze.
Po śmierci męża w 1621 r. Izabela została namiestnikiem Niderlandów. Okres jej samodzielnych rządów to czas wojny trzydziestoletniej. Hiszpańskie Niderlandy były często atakowane przez stadhoudera Republiki Zjednoczonych Prowincji, Fryderyka Henryka Orańskiego. Ataki zostały odparte. Wojska hiszpańskie odnosiły natomiast znaczne sukcesy, takie jak zdobycie Bredy w 1625 r., ’s-Hertogenbosch w 1629 r. i Maastricht w 1632 r.
Z Izabelą wiąże się powstanie nazwy „kolor izabelowy”. Według legendy podczas trwającego w latach 1601–1604 oblężenia Ostendy Izabela miała ślubować Najświętszej Maryi Pannie, że nie zdejmie koszuli dopóki miasto nie padnie. Kiedy Ostenda w końcu skapitulowała koszula arcyksiężnej była właśnie „koloru izabelowego”.
Funkcję namiestnika pełniła do swojej śmierci w 1633 r. Zastąpił ją jej bratanek, kardynał Ferdynand Habsburg.